# Francesco Siacci
Francesco Siacci (né le 20 avril 1839 à Rome et mort à Naples le 31 mai 1907) est un mathématicien et un ingénieur militaire italien du XIXe siècle, expert en balistique.

## Biographie
Francesco Siacci quitte Rome en 1860, au moment où l'Italie s'unifie. Parti à Turin, il s'engage dans l'armée. Il se fait vite reconnaître comme enseignant plutôt que comme militaire, et est nommé à la chaire de l'Académie militaire.
Il eut pour élève Giacinto Morera.
Ses travaux en balistique sont publiés en 1888 et traduits en France en 1891.
Il finit sa carrière à Naples, où il meurt à l'âge de 68 ans.